# St. Oswald (Stockach)

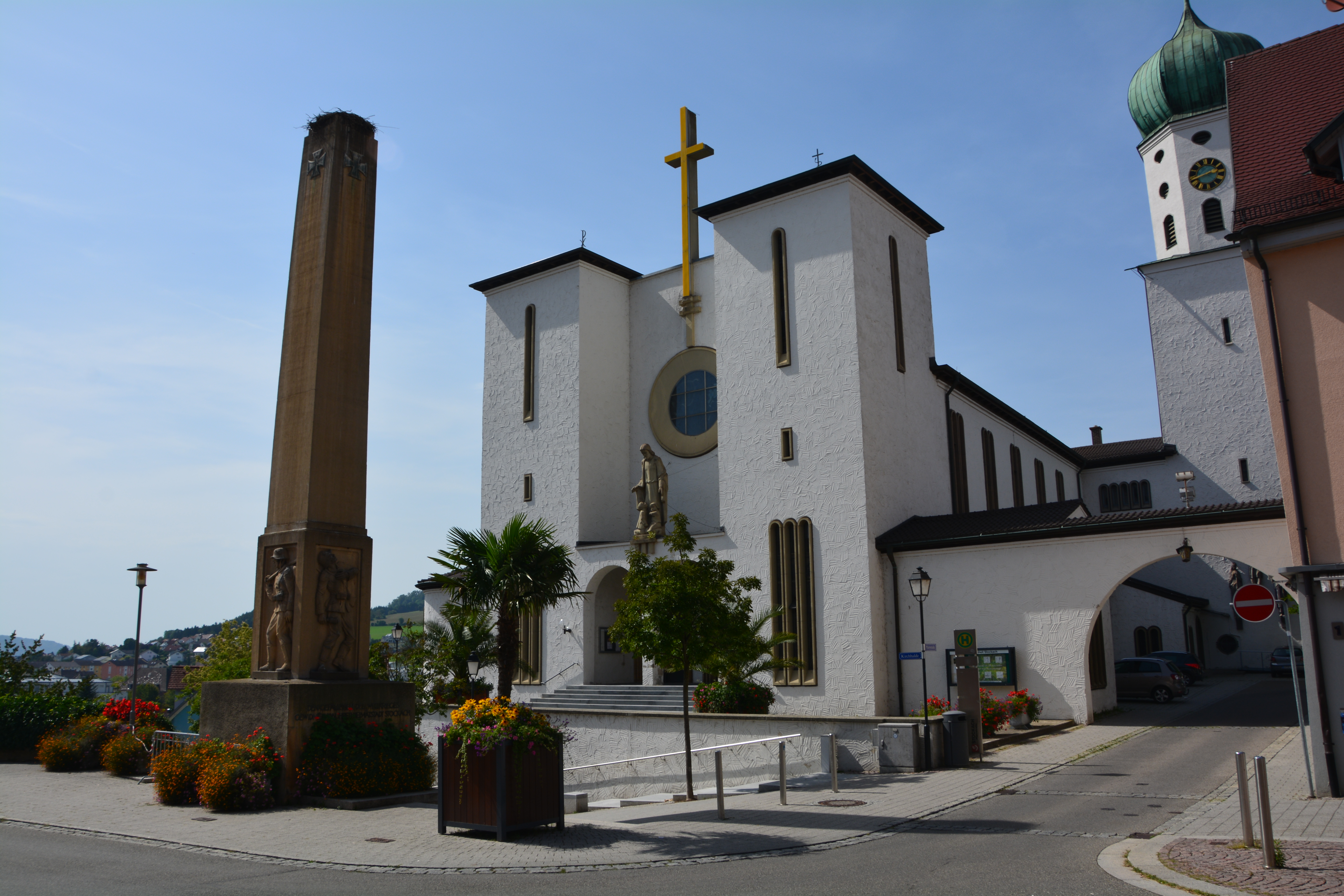
Kirche St. Oswald, Stockach

St. Oswald ist der Name einer römisch-katholischen Kirche in Stockach, einer Stadt im Landkreis Konstanz des Landes Baden-Württemberg. Sie ist nach Oswald, König von Northumbrien, benannt, der als Heiliger verehrt wird. Die Kirche gehört zur Seelsorgeeinheit Stockach im Dekanat Konstanz der Erzdiözese Freiburg.

## Geschichte

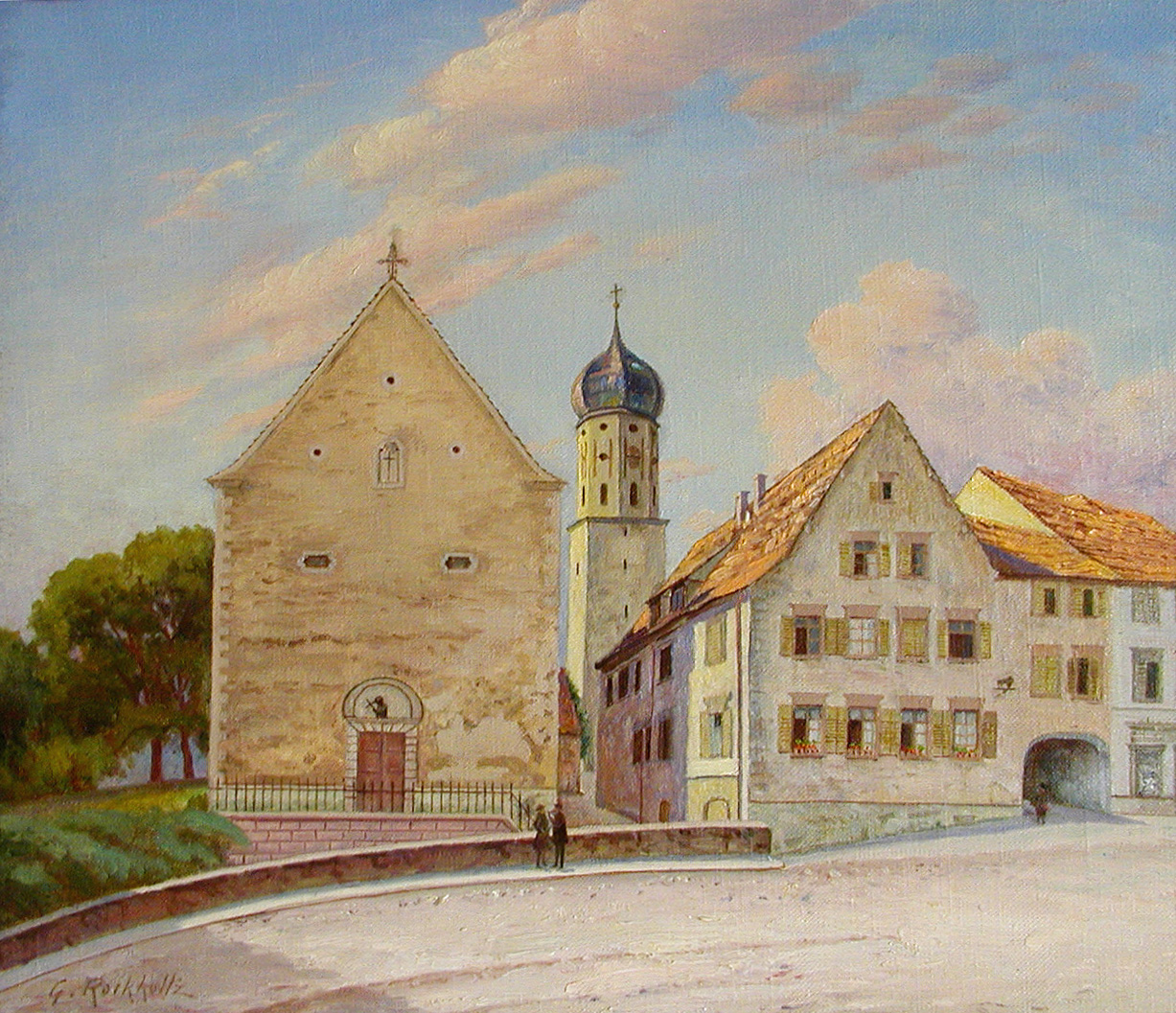
St. Oswald 1925, Gemälde von Gustav Rockholtz

Das Patrozinium des heiligen Oswald, der vor allem im Mittelalter verehrt wurde, deutet schon darauf hin, dass die erste Vorgängerkirche des aktuellen Kirchenbaus schon im Mittelalter errichtet wurde. Von der 1402 geweihten gotischen Kirche befindet sich noch der Grundstein in der Seitenwand der Taufkapelle. Ein Großbrand im Verlauf des Spanischen Erbfolgekriegs zerstörte 1704 die ganze Stadt und damit auch ihre Kirche. 
In den Jahren 1707 bis 1728 wurde die Kirche in Etappen im Stil des Barock wieder aufgebaut. Der Turm mit seiner Zwiebelhaube wurde 1733 fertiggestellt. Schon Ende des 19. Jahrhunderts wurde der Bau als zu klein und zu schäbig empfunden, aber ein ins Auge gefasster Erweiterungs- oder Neubau konnte infolge des Ersten Weltkriegs und der Inflation 1922/23 zunächst nicht verwirklicht werden. Durch ein Erdbeben am 16. November 1911 wurde die Kirche jedoch beschädigt, so mussten unter anderem am Turm Eisenklammern befestigt werden, um ein Auseinanderbrechen zu verhindern. 
1932 wurde die alte Kirche abgerissen, um einem Neubau Platz zu machen. Der Turm der barocken Kirche wurde dabei nach langen und teils heftigen Protesten aus der Bevölkerung erneut nach Plänen des abgerissenen Zwiebelturms wieder aufgebaut. Der Bau wurde innerhalb von gut einem Jahr nach einem Entwurf von Otto Linder errichtet und wurde am 15. Oktober 1933 durch den Freiburger Weihbischof Wilhelm Burger geweiht.
Nach dem Zweiten Vatikanischen Konzil wurde die Kirche 1971/1972 gründlich renoviert und dabei den neueren liturgischen Entwicklungen angepasst. Ein weiteres Mal wurde die Kirche Ende der 1990er Jahre renoviert.
Zwischen Juni 2021 und Dezember 2022 wurde der Innenraum des Kirchengebäudes erneut grundlegend renoviert.

## Beschreibung

### Baugestalt
Das Kirchenschiff mit Ausrichtung nach Nordwesten hat eine sich zur Rundung leicht verjüngende U-Form. Es ist von einem niederen Arkadenumgang umgeben, in den kleine Rundfenster eingelassen sind. Die südöstliche Eingangsfassade wird von zwei Turmstümpfen flankiert, die kaum höher als das Kirchenschiff und mit einem sehr flachen Pyramidendach gedeckt sind. Zwischen ihnen ist eine Vorhalle, die durch zwei Bögen zu betreten ist und von der zwei Portale ins Innere führen. Die eigentliche Fassade ist zurückgesetzt und enthält in der Mitte ein Rundfenster, über dem ein schmuckloses, aber sehr großes Kreuz angebracht ist. An den linken Turmstumpf ist die halbrunde Taufkapelle angebaut, neben dem rechten Turmstumpf befindet sich die Oswaldkapelle. Im Südosten des Kirchengebäudes ist der von der Vorgängerkirche stehengebliebene Turm mit barocker Zwiebelhaube mit dem Kirchenschiff verbunden. Charakteristisch für dieses Bauwerk sind die sehr schmalen und hohen Rundbogenfenster, die an den Längsseiten in Zweiergruppen angeordnet sind, an den Türmen in Dreiergruppen und einzeln sowie in den Kapellen in größeren Gruppen verbunden sind.
Unter dem vorderen Teil der Kirche, dem Altarraum, befindet sich eine Unterkirche für Gottesdienste in kleinerem Rahmen. 
Auf dem Platz vor der Kirche steht das Gefallenendenkmal Stockach.

### Inneres

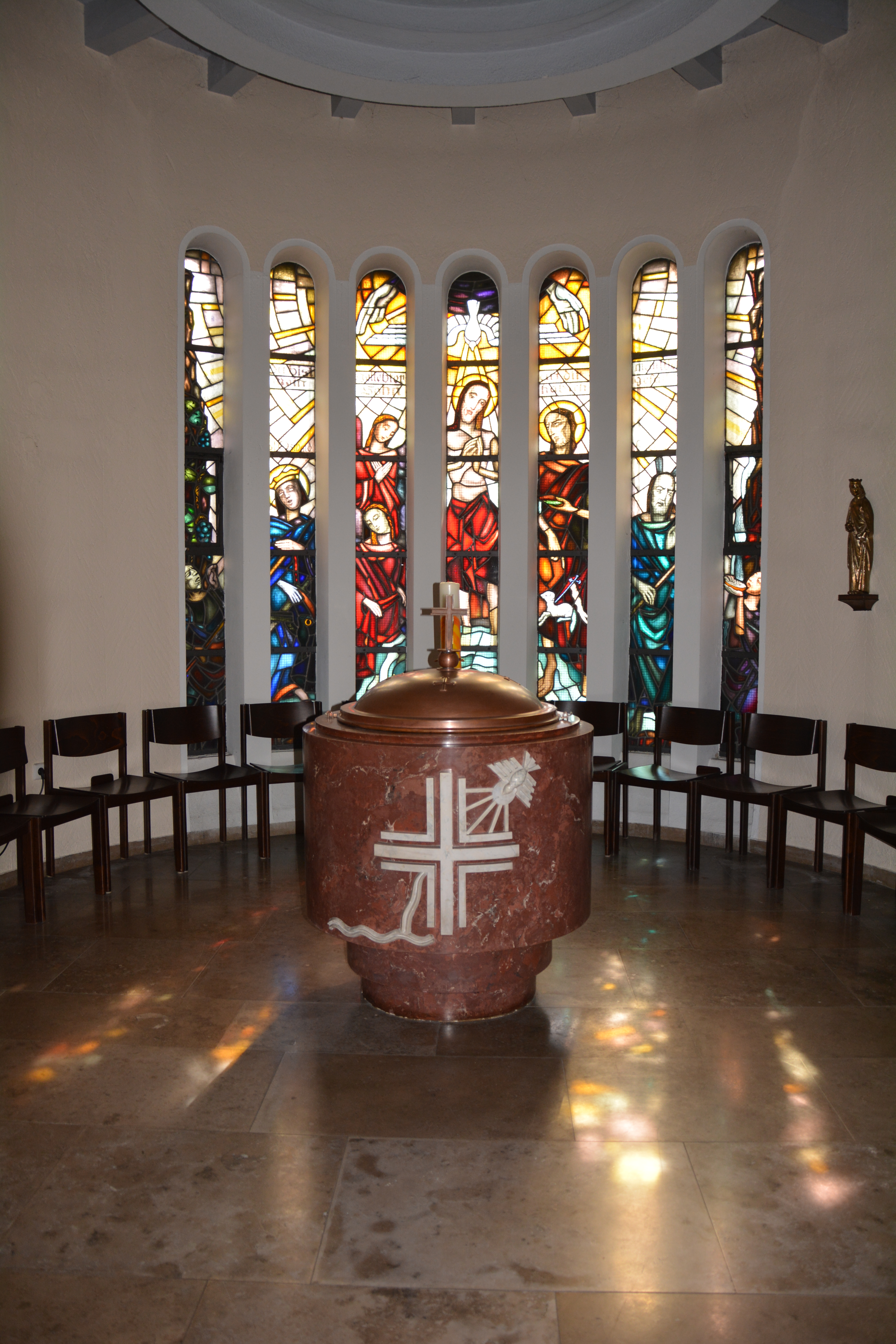
Taufkapelle

Unter der Empore, die von fünf Bögen abgestützt wird, befinden sich die beiden Eingangsportale. Der gesamte Kirchenraum ist eine Einheit, das heißt der Altarraum ist nicht wie der klassische Chor vom Raum der Gemeinde abgeteilt. Aber der Raum ist auf den Altar, der allerdings leicht erhöht ist, konzentriert, was durch die leichte Parabelform und vor allem auch durch die stark strukturierte Gestaltung der Decke bewirkt wird, die der Parabelform des Raumes entspricht. Der Raum wird auf beiden Seiten durch niedere Arkadengänge mit Rundfenstern begleitet. Belichtet wird der Raum gut durch die schon erwähnten Doppelbogenfenster in zurückhaltender Farbgebung, die der Maler Horst J. Beck bei der Renovierung 1971/1972 gestaltet hat. Im hinteren Bereich der Kirche befinden sich die Taufkapelle und die Oswaldkapelle.

### Ausstattung
In der Rundung hinter dem Altar, der nach der konziliaren Liturgiereform weiter an die Gläubigen gerückt ist, befindet sich statt eines Altarbildes eine Kreuzigungsgruppe des 
Bildhauers Emil Sutor. In der Oswaldkapelle befindet sich eine Statue aus der Mitte des 18. Jahrhunderts, die den Heiligen als Fürst mit einem großen Kreuz in der Hand zeigt. Im Vorraum der Taufkapelle ist ein spätgotisches Relief aus der vorigen Kirche erhalten, das die Anbetung der heiligen Drei Könige zeigt. Im Rundfenster über der Empore im Bereich der Orgel ist die heilige Cäcilia, die Patronin der Kirchenmusik, dargestellt.

### Orgel
In der Stadtpfarrkirche St. Oswald gibt es drei Orgeln: Die Hauptorgel auf der Kirchenempore, ein Orgelpositiv in der Taufkapelle und eine kleine Orgel in der Unterkirche.
Die Hauptorgel, die 1976 von dem Orgelbauer Rudolf Kubak hergestellt wurde, verfügt über 37 Register auf drei Manualen und Pedal. Die Trakturen sind mechanisch. Sie ist symmetrisch auf der Empore aufgebaut.
| I Rückpositiv C–g3 |                  |       |
| 1.                 | Bordun           | 8′    |
| 2.                 | Principal        | 4′    |
| 3.                 | Blockflöte       | 4′    |
| 4.                 | Oktav            | 2′    |
| 5.                 | Sesquialter II 0 | 2 ⁄3′ |
| 6.                 | Scharff III      | 1′    |
| 7.                 | Cromorne         | 8′    |
|                    | Tremulant        |       |

| II Hauptwerk C–g3 |           |         |
| 08.               | Pommer    | 16′     |
| 09.               | Principal | 08′     |
| 10.               | Rohrflöte | 08′     |
| 11.               | Octav     | 04′     |
| 12.               | Traverse  | 04′     |
| 13.               | Quint     | 02 ⁄3′  |
| 14.               | Octav     | 02′     |
| 15.               | Terz      | 01 3⁄5′ |
| 16.               | Mixtur IV | 01 ⁄3′  |
| 17.               | Trompete  | 08′     |
| 18.               | Chamade   | 08′     |
|                   | Tremulant |         |

| III Schwellwerk C–g3 |              |        |
| 19.                  | Copel        | 08′    |
| 20.                  | Amarosa      | 08′    |
| 21.                  | Bifara       | 08′    |
| 22.                  | Principal    | 04′    |
| 23.                  | Linzgauflöte | 04′    |
| 24.                  | Schwiegel    | 02′    |
| 25.                  | Nasard       | 01 ⁄3′ |
| 26.                  | Oktav        | 01′    |
| 27.                  | Dulcian      | 16′    |
| 28.                  | Schalmey     | 08′    |
|                      | Tremulant    |        |

| Pedalwerk C–f1 |              |     |
| 29.            | Principal    | 16′ |
| 30.            | Subbass      | 16′ |
| 31.            | Oktavbass    | 08′ |
| 32.            | Gemsbass     | 08′ |
| 33.            | Pommerbass   | 04′ |
| 34.            | Mixturbass V | 04' |
| 35.            | Bombarde     | 16′ |
| 36.            | Posaune      | 08′ |
| 37.            | Zink         | 04′ |

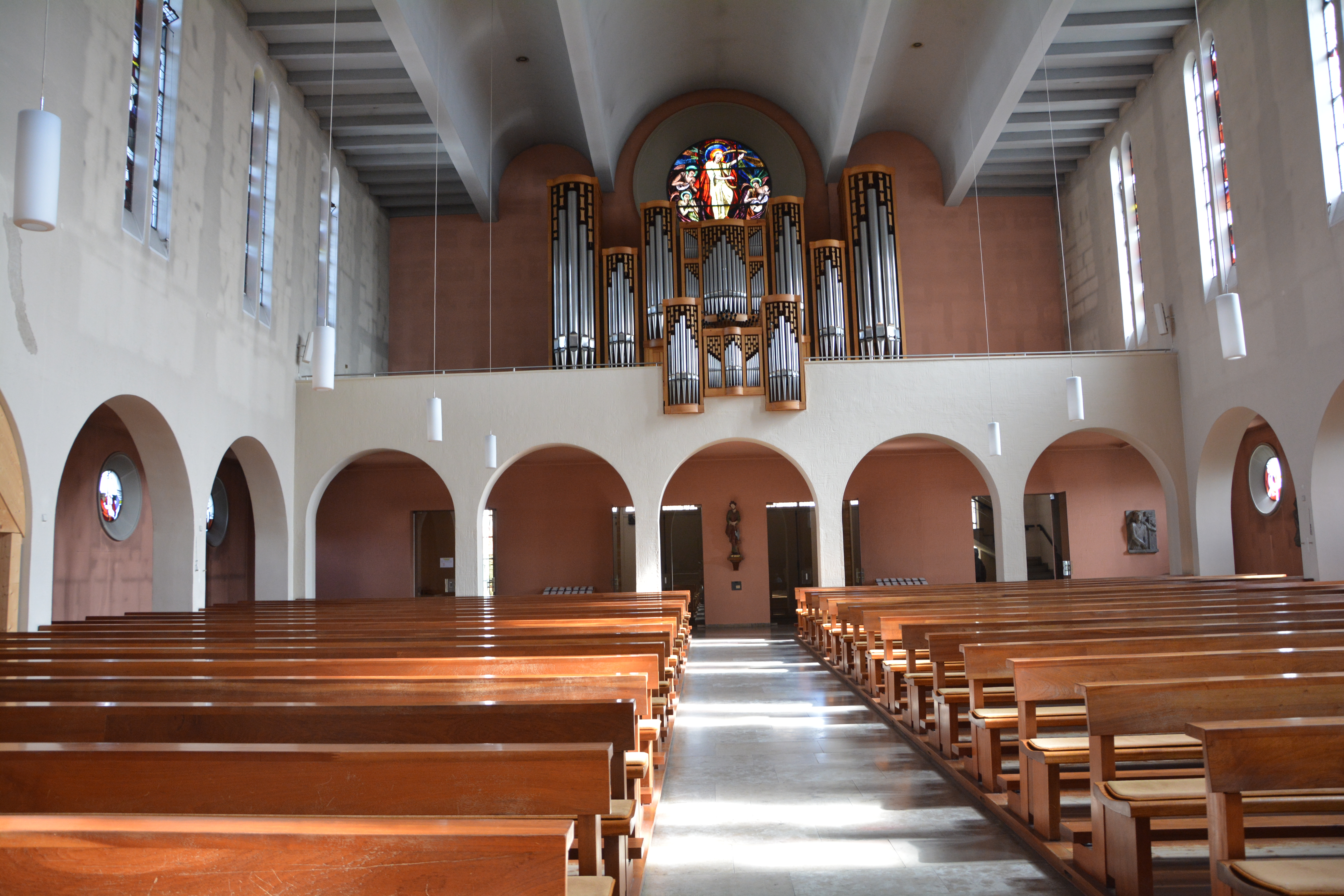
Empore mit Orgel

In der Taufkapelle steht ein einmanualiges Orgelpositiv mit vier Registern, ebenfalls aus der Werkstatt von Rudolf Kubak. Die Orgel der Unterkirche wurde von der Orgelwerkstatt Egbert Pfaff aus Überlingen gebaut und verfügt über 10 Register auf zwei Manualen und Pedal.

### Glocken
Das fünfstimmige Geläut der Kirche befindet sich in der achteckigen Glockenstube des historischen Zwiebelturms. Vier Glocken wurden 1950 in der Gießerei von Friedrich Wilhelm Schilling in Heidelberg gegossen. Die historische Glocke 2 (Antonius) wurde 1734 von der Glockengießerei Rosenlächer in Konstanz gegossen. Das Geläut im Einzelnen:
| Nr. | Name                | Durchmesser | Gewicht   | Schlagton | Aufschrift |
| --- | ------------------- | ----------- | --------- | --------- | --- |
| 1   | Christkönig         | 1550 mm     | 1921 kg   | c′±0      | Ihr Menschen, die ihr gestaltet die Zeit; wisset Christus bleibt König in Ewigkeit                                                    |
| 2   | Hl. Antonius        | 1240 mm     | ∼1600 kg0 | d′+1      | |
| 3   | Heilige Maria       | 1160 mm     | 0710 kg   | f′±0      | Maria segne uns auf dem Weg der Zeit und auf dem Gang in die Ewigkeit                                                                 |
| 4   | Johannes der Täufer | 1030 mm     | 0501 kg   | g′+1      | Heiliger Johannes, zum Täufer Christi ernannt, rufe die ewige Wahrheit von Land zu Land                                               |
| 5   | Heiliger Josef      | 0910 mm     | 0337 kg   | a′±0      | Wir weinen um die Brüder, die die Kriege uns nahmen, um die Brüder, die vermißt und nicht mehr kamen, St. Josef bitte für sie und uns |

In den Uhrschlag der Turmuhr sind die Glocken 1 (Stundenschlag) sowie 2, 3 und 4 (Viertelstundenschlag) einbezogen. Optisch wird die Uhrzeit auf Zifferblättern an allen vier Seiten des Turms angezeigt.

## Nachweise
1. ↑  Ökumenisches Heiligenlexikon: Oswald von Northumbrien
2. ↑  Ramona Löffler: Stockach: Beeindruckende Baustellen-Bilder: Wie der Neubau von St. Oswald vor 90 Jahren in die Höhe wuchs. 26. Dezember 2022, abgerufen am 4. Januar 2023.
3. ↑  Heller. Wärmer. Gemeinsamer - Die Kirche. Abgerufen am 4. Januar 2023.
4. ↑  SE Stockach: Stockacher Orgeln
5. ↑  Glockeninspektion Erzbistum Freiburg: Kath. Pfarrkirche St. Oswald in Stockach
6. ↑  Südkurier, 2. August 2016: Georg Exner, Neue Glocken und ein neues Zeitalter für die St. Oswald in Stockach

Koordinaten: 47° 51′ 7,2″ N, 9° 0′ 39,7″ O